# Phaunouxite
La phaunouxite è un minerale.